# Brick Center
Brick Center – jednostka osadnicza w Stanach Zjednoczonych, w stanie Kolorado, w hrabstwie Arapahoe.
Zobacz też:
- Brick